# Parlamentswahlen in Italien 1976
- DP: 6
- PCI: 227
- FDP: 1
- PSI: 57
- PR: 4
- PSDI: 15
- PRI: 14
- SVP: 3
- DC: 263
- PLI: 5
- MSI: 35

Die Parlamentswahlen von 1976 fanden am 20. Juni 1976 statt. Sie waren die achten nach dem Ende des Zweiten Weltkriegs und der Einführung des allgemeinen Männer- und Frauenwahlrechts.

## Hintergrund
Seit Enrico Berlinguer das Amt des Vorsitzenden der Kommunistischen Partei 1972 übernahm, befand sich diese in einem Prozess stetiger Sozialdemokratisierung unter dem Schlagwort des Eurokommunismus. Obgleich er entsprechend der Machtverhältnisse (nicht der arithmetischen) dem zentristischen Flügel zuzuordnen war, schlug er die Möglichkeit einer Linkskoalition aus. Stattdessen setzte er auf eine große Koalition von Christdemokraten, Kommunisten und Sozialisten unter der Führung von Aldo Moro, genannt wurde diese Zusammenarbeit Historischer Kompromiss. Zunächst sah man vor, die bestehenden Mitte-links-Kabinette bloß zu tolerieren. Für später aber war eine direkte Regierungsbeteiligung geplant.

## Folgen
An dem Tag, an dem die Einbeziehung der Kommunisten ins Kabinett erfolgen sollte (16. März 1978), wurde Moro von den Roten Brigaden, einer linksextremen Terrorzelle, die für zahlreiche politische Morde der 1970er Jahre in Italien verantwortlich war, entführt und 55 Tage später ermordet. 

## Ergebnisse

### Camera dei deputati
| Listen                   | Listen                                        | Stimmen    | %    | Mandate |
| ------------------------ | --------------------------------------------- | ---------- | ---- | ------- |
|                          | Democrazia Cristiana                          | 14.209.519 | 38,7 | 262     |
|                          | Partito Comunista Italiano                    | 12.614.650 | 34,4 | 228     |
|                          | Partito Socialista Italiano                   | 3.540.309  | 9,6  | 57      |
|                          | Movimento Sociale Italiano – Destra Nazionale | 2.238.339  | 6,1  | 35      |
|                          | Partito Socialista Democratico Italiano       | 1.239.492  | 3,4  | 15      |
|                          | Partito Repubblicano Italiano                 | 1.135.546  | 3,1  | 14      |
|                          | Democrazia Proletaria                         | 557.025    | 1,5  | 6       |
|                          | Partito Liberale Italiano                     | 480.122    | 1,3  | 5       |
|                          | Partito Radicale                              | 394.439    | 1,1  | 4       |
|                          | Südtiroler Volkspartei                        | 184.375    | 0,5  | 3       |
|                          | PCI – PSI – PdUP                              | 26.748     | 0,1  | 1       |
|                          | Sonstige                                      | 87.014     | 0,2  | –       |
| Gesamt                   | Gesamt                                        | 36.707.578 | 100  | 630     |
|                          |                                               |            |      |         |
| Ungültige Stimmen        | Ungültige Stimmen                             | 1.047.512  | 2,8  |         |
| Wähler                   | Wähler                                        | 37.755.090 | 93,4 |         |
| Wahlberechtigte          | Wahlberechtigte                               | 40.426.658 |      |         |
|                          |                                               |            |      |         |
| Quelle: Innenministerium |                                               |            |      |         |

### Senato della Repubblica
| Listen                   | Listen                                        | Stimmen    | %    | Mandate |
| ------------------------ | --------------------------------------------- | ---------- | ---- | ------- |
|                          | Democrazia Cristiana                          | 12.227.353 | 38,9 | 135     |
|                          | Partito Comunista Italiano                    | 10.637.772 | 33,8 | 116     |
|                          | Partito Socialista Italiano                   | 3.208.164  | 10,2 | 29      |
|                          | Movimento Sociale Italiano – Destra Nazionale | 2.086.430  | 6,6  | 15      |
|                          | Partito Socialista Democratico Italiano       | 974.940    | 3,1  | 6       |
|                          | Partito Repubblicano Italiano                 | 846.415    | 2,7  | 6       |
|                          | Partito Liberale Italiano                     | 438.265    | 1,4  | 2       |
|                          | PLI – PRI – PSDI                              | 334.898    | 1,1  | 2       |
|                          | Partito Radicale                              | 265.947    | 0,8  | –       |
|                          | Südtiroler Volkspartei                        | 158.584    | 0,5  | 2       |
|                          | Democrazia Proletaria                         | 78.170     | 0,2  | –       |
|                          | PCI – PSI                                     | 52.922     | 0,2  | 1       |
|                          | PLI – PRI                                     | 51.353     | 0,2  | –       |
|                          | DC – RV – UV – UVP – PRI                      | 22.917     | 0,1  | 1       |
|                          | Sonstige                                      | 65.301     | 0,2  | –       |
| Gesamt                   | Gesamt                                        | 31.449.431 | 100  | 315     |
|                          |                                               |            |      |         |
| Ungültige Stimmen        | Ungültige Stimmen                             | 1.172.150  | 3,6  |         |
| Wähler                   | Wähler                                        | 32.621.581 | 93,4 |         |
| Wahlberechtigte          | Wahlberechtigte                               | 34.928.214 |      |         |
|                          |                                               |            |      |         |
| Quelle: Innenministerium |                                               |            |      |         |